# Миллер, Чарльз (игрок в поло)
Чарльз Дэрли Миллер (англ. Charles Darley Miller; 23 октября 1868, Марилебон, Большой Лондон — 22 декабря 1951, Патни, Лондонское графство) — британский игрок в поло, чемпион летних Олимпийских игр 1908.
На Играх 1908 Миллер выступал за команду Роухэмптон, которая, выиграв оба матча против других команд, стала победительницей и получила золотые медали.